# 家原寺

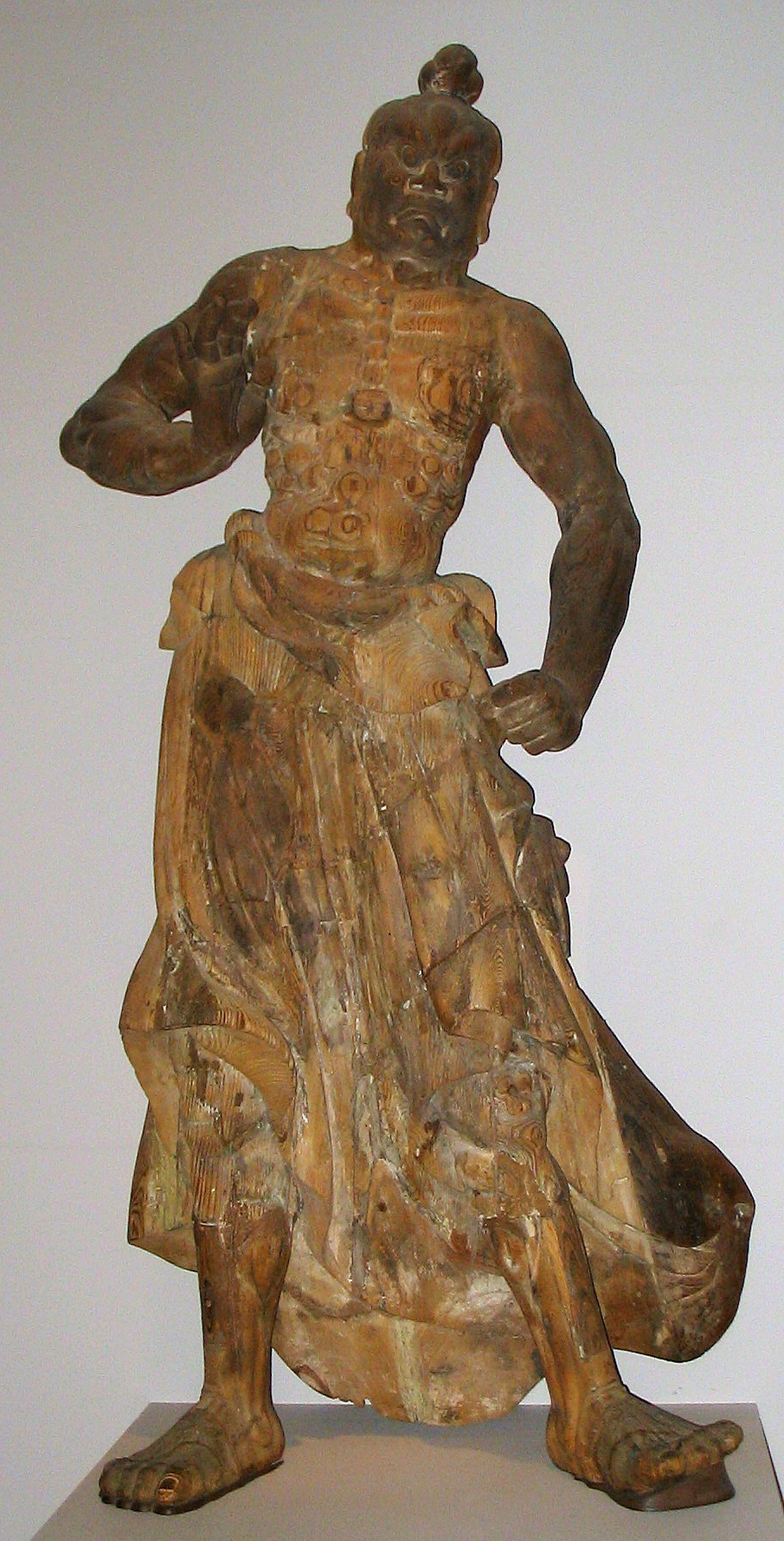
家原寺山門の金剛力士像
（ワシントンD.C.フリーア美術館所蔵。政府の廃仏毀釈政策が続く明治時代に村人が売却したと伝わる。鎌倉時代の作。）

家原寺（えばらじ）は、大阪府堺市西区家原寺町にある単立寺院。宗派は行基宗と称する。
山号は一乗山。本尊は文殊菩薩。以前は高野山真言宗別格本山であった。地元では「智恵の文殊さん」として親しまれている。

## 歴史
寺伝によると慶雲元年（704年）、行基が生家を寺に改めたのに始まるとされる。
叡尊が寛元3年（1245年）に再興し、多くの塔頭を有したが、兵火などで衰退した。江戸時代には田安家が帰依して寺領の寄進がなされている。しかし、明治初年の廃仏毀釈で荒廃する。
1989年（平成元年）に三重塔が再建された。
2018年（平成30年）に高野山真言宗から独立し、行基宗を名乗る単立寺院となった。
合格祈願の寺として、以前は祈願する際に本堂の壁に直接願い事を書き入れていた。そのために別名「落書き寺」と呼ばれていたが、現在は合格祈願をハンカチに書いて本堂の外壁に張り付ける形に変わったことから、別名「ハンカチ寺」と呼ばれている。
山門に安置されていた以前の仁王像は、明治時代の廃仏毀釈のなかで村人によってフランス人の美術商に売却されてしまった。現在はアメリカ合衆国首都ワシントンD.C.のフリーア美術館に収蔵されている。

## 境内
- 本堂（文殊堂） - 慶安元年（1648年）再建。
- 経堂
- 宝物庫
- 納骨堂
- 開山堂
- 行基菩薩誕生塚
- 行基菩薩御影堂
- 西弁財天堂
- 鐘楼
- 賓頭盧堂
- 水かけ地蔵堂
- 東弁財天堂
- 薬師堂
- ヤマモモの木 - 堺市指定保護樹。
- 三重塔 - 1989年（平成元年）再建。
- 中院 - 本坊。
- 蓮池
- 北向地蔵堂
- 翼舎
- 不動堂
- 南大門（仁王門） - 東大寺南大門のように仁王像が向かい合って立っている。

## 文化財

### 重要文化財
- 絹本著色行基菩薩行状絵伝 3幅 - 奈良国立博物館寄託。

### 大阪府指定有形文化財
- 石造板碑

### 大阪府指定史跡
- 家原寺境内

## 前後の札所
西国薬師四十九霊場
14 野中寺　-　15 家原寺　-　16 四天王寺
おおさか十三仏霊場
2 正圓寺　-　3 家原寺　-　4 四天王寺
仏塔古寺十八尊霊場
1 家原寺　-　2 叡福寺
和泉八十八ヶ所霊場
1 家原寺　-　2 塩穴寺

## 交通
- 阪和線（JR西日本）津久野駅下車
- 南海バス｢文珠前バス停｣下車